# Tassos Isaac
Anastasios (Tassos) Isaac (em grego:  Αναστάσιος (Τάσος) Ισαάκ) (1972 - 11 de agosto de 1996), foi um refugiado cipriota grego que participou de uma manifestação civil contra a ocupação turca do Chipre, exigindo a completa retirada das tropas turcas. Foi assassinado por um grupo de Lobos Cinzentos na zona tampão das Nações Unidas em Chipre. Isaac é considerado um herói nacional no Chipre e na Grécia.

## Acontecimentos que conduziram à morte
Em agosto de 1996, para comemorar o 22º ano da divisão do Chipre, mais de 200 ciclistas de vários países europeus haviam organizado um rali entre Berlim (a última cidade dividida da Europa, além da Nicósia) e Cirênia. Deixaram Berlim no dia 2 de agosto e estavam planejando chegar ao destino no dia 11. Simultaneamente, cerca de 2.500 membros da organização de direita Lobos Cinzentos estavam planejando viajar para o norte do Chipre, a fim de enfrentar os ciclistas europeus e cipriotas. Entre os cipriotas estava Tassos Isaac, que junto com outros manifestantes, entrou na zona tampão perto de Derineia, ao sul da cidade ocupada de Famagusta.
Durante o confronto na zona tampão entre os motociclistas cipriotas e turcos, Isaac ficou preso no arame farpado, sem que os outros percebessem que tinha sido deixado para trás. Em breve, um grande grupo de Lobos Cinzentos correu para ele e o atacou violentamente. Eles continuaram durante vários minutos, provocando a morte do Isaac.

## O funeral e as reações
O funeral foi realizado em 14 de agosto e foi assistido por milhares de pessoas. Protestos após o funeral levaram ao assassinato do primo do Isaac, Solomos Solomou.